# فريتز شابن
فريتز شابن (بالإنجليزية: Frederic Chapin)‏ هو ملحن أمريكي، ولد في 1 ديسمبر 1873، وتوفي في 27 ديسمبر 1947.

## وصلات خارجية
- فريتز شابن على موقع IMDb (الإنجليزية)
- فريتز شابن على موقع قاعدة بيانات برودواي على الإنترنت (الإنجليزية)
- فريتز شابن على موقع قاعدة بيانات الفيلم (الإنجليزية)